# Aglaeactis castelnaudii
Aglaeactis castelnaudii е вид птица от семейство Колиброви (Trochilidae). Видът е незастрашен от изчезване.

## Разпространение
Разпространен е в Перу.